# Ludwig Franzius

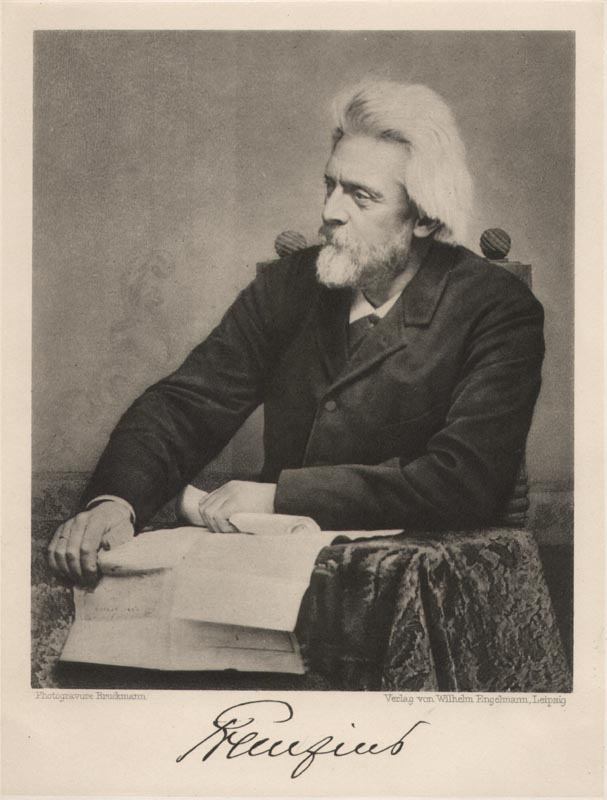
Ludwig Franzius

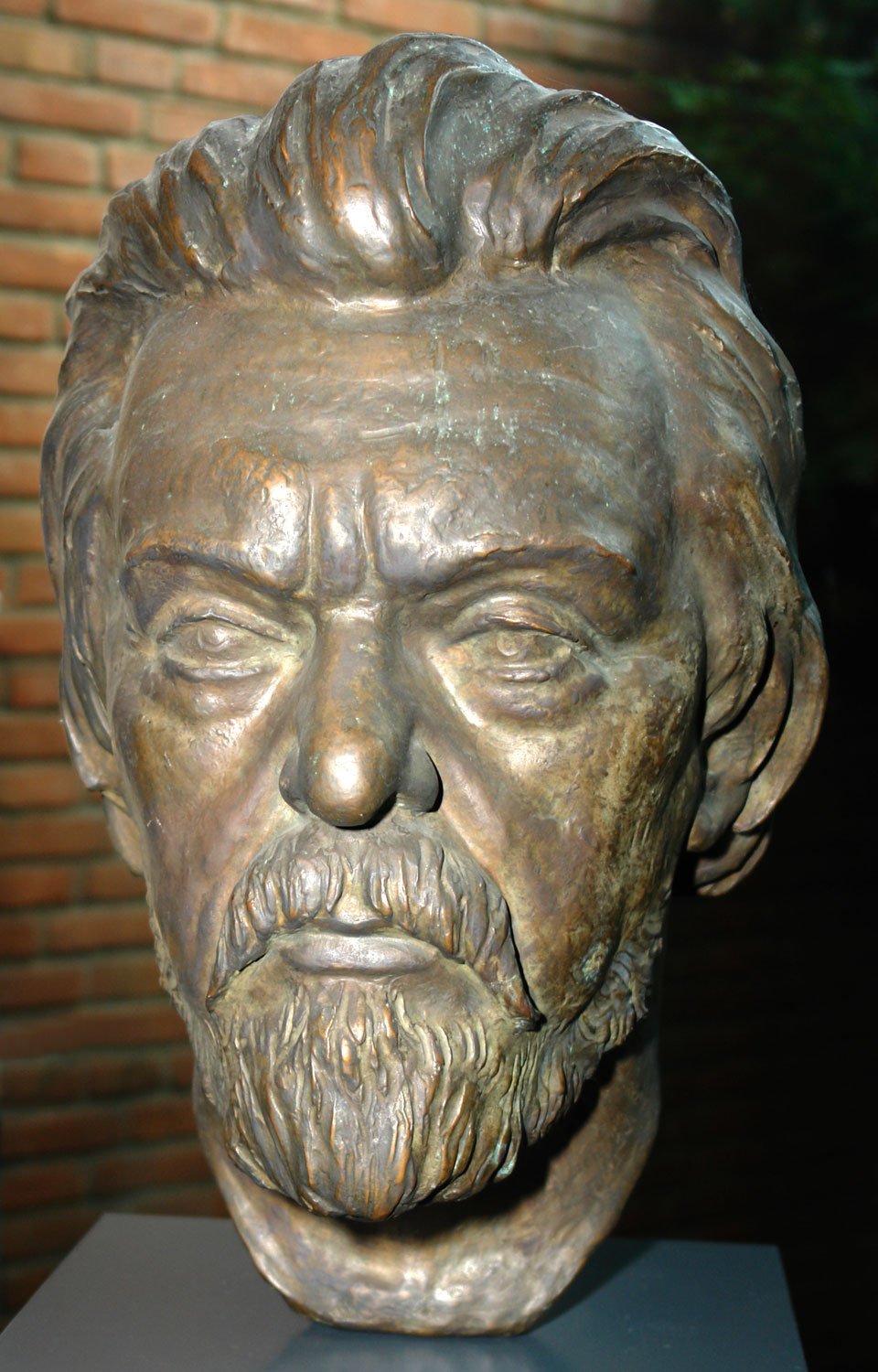
Franzius-Büste im Focke-Museum

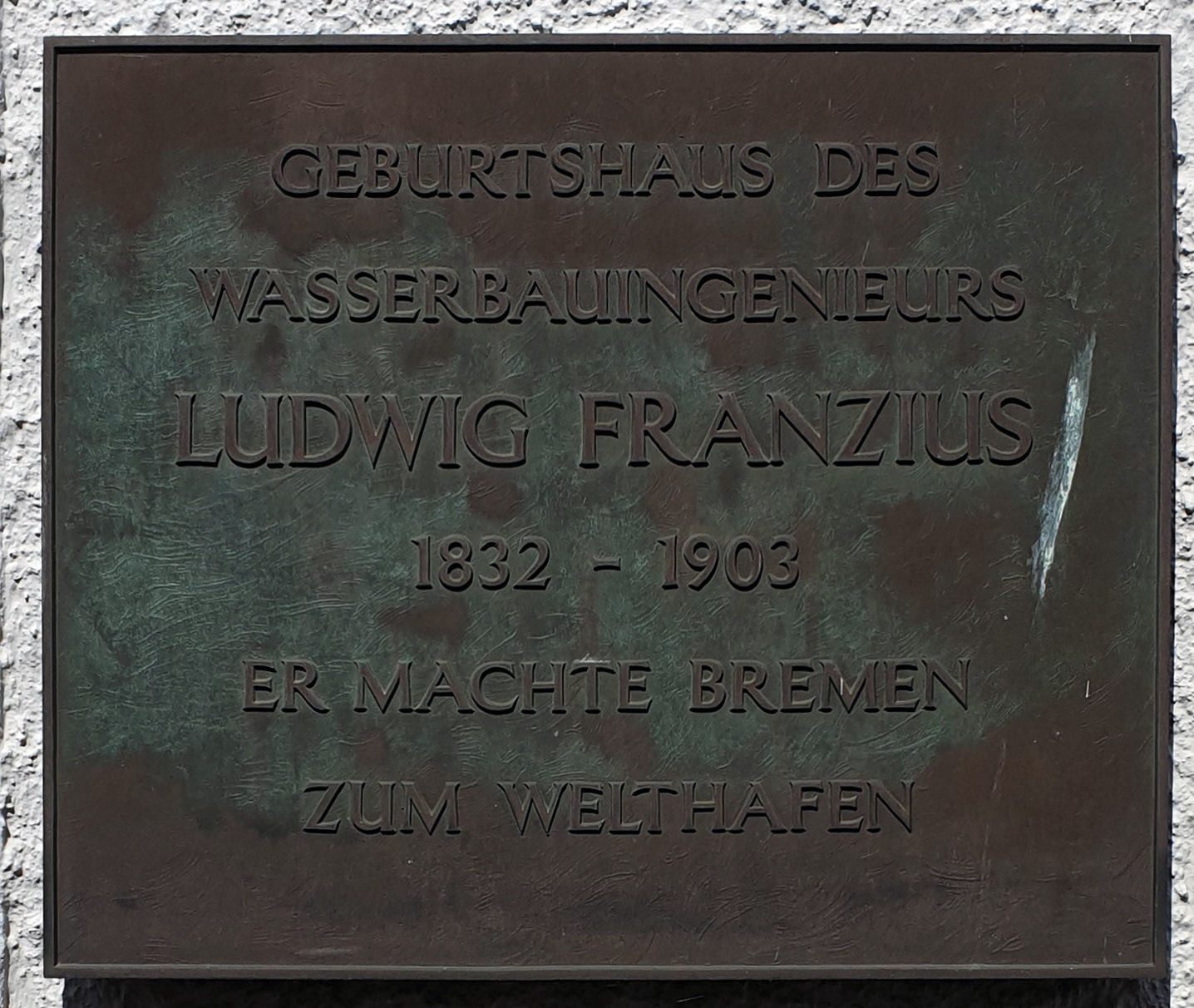
Gedenktafel in Wittmund

Ludwig Franzius (* 1. März 1832 in Wittmund, Ostfriesland; † 23. Juni 1903 in Bremen) war ein deutscher Wasserbauingenieur, der als bremischer Oberbaudirektor die sogenannte Weserkorrektion geplant und zum erfolgreichen Ende geführt hat. Ihm ist der Ausbau der Bremer Häfen zum Welthafen zu verdanken. Mit seinem zehn Jahre jüngeren Bruder Georg Franzius erstellte er Gutachten zur östlichen Mündung des Kaiser-Wilhelm-Kanals und zur Regulierung der Unteren Donau.

## Biografie

### Familie
Franzius Großvater war der Wasserbaudirektor und Domänenrat Johann Nikolaus (Jan Niclas) Franzius (1761–1825) aus Aurich. Seine Eltern waren Carl Egbert Franzius (1798–1884) – Oberamtmann in Wittmund, später in Fürstenau – und dessen Ehefrau Charlotte Friederica Bütemeister, eine Tochter des Oberamtmanns von Diepholz Hans Ernst Bütemeister. Sein Bruder Georg Franzius wurde ebenfalls Ingenieur und Wasserbauer. Ein Onkel von ihm, Enno Ludwig Franzius, war Bürgermeister in Norden. Sein Neffe Otto Franzius (1877–1936) war Wasserbauingenieur, Staatsbaurat sowie Professor an der TH Hannover.
Er heiratete Caroline Elisabeth Marie Uslar (1835–1902), eine Tochter des harburger Kaufmanns Georg Heinrich Wilhelm Uslar. Das Paar hatte vier Söhne und zwei Töchter, darunter Franz Franzius, der dritte Wasserbauer der Familie. Der Sohn Hans Franzius (1874–1948) wurde Architekt, ging nach Düsseldorf entwarf dort vor allem Privathäuser und plante deren Um- und Innenausbauten.

### Ausbildung und Beruf
Franzius besuchte das Gymnasium Ulricianum in Aurich. Er studierte ab 1848 bis 1853 an der Polytechnischen Schule, heute Gottfried Wilhelm Leibniz Universität Hannover. Er trat danach in den preußischen Staatsdienst und wirkte von 1853 bis 1867 an verschiedenen Orten in Nordwestdeutschland; bei der Wasserbauverwaltung ab der Elbe und beim Bau einer Kammerschleuse. 1864 wurde er Wasserbauinspektor in Osnabrück. 1865 war er kommissarischer Referent für Wasserbau bei der Landdrostei (Verwaltungsbezirk) der Provinz Hannover. 1867 wurde er als Professor für Wasserbau an die Berliner Bauakademie berufen. Daneben erweiterten häufige Reisen – u. a. nach Paris, Ägypten (Suezkanal), Wien, England und Schottland – seinen Erfahrungskreis.

### Oberbaudirektor in Bremen
Persönliche Kränkungen in Berlin veranlassten ihn am 1. April 1875 in Bremen die Stelle des Oberbaudirektors, als höchster Baubeamter von Bremen, anzunehmen. Er begann mit den planerischen Hauptaufgaben zur Realisierung der Weserkorrektion. 1878 wurde er Mitglied der Kommission für die Weserkorrektion und 1881 legte er einen Plan vor, der eine Weservertiefung für Schiffe mit einem Tiefgang bis zu 5 Meter vorsah. Die Erfahrungen aus einem Hochwasser der Weser von 1880/1881 beeinflussten zudem die Vorbereitungen des baulichen Projekts. Ab 1883 bis 1886 erfolgten die ersten Maßnahmen mit dem Durchstich der langen Bucht. Daneben erhielt er den Auftrag zur Anlage des Freihafens der Stadt. Auf der Stephanikirchweide wurde von 1885 bis 1888 ein erstes Hafenbecken angelegt. Die eigentlichen Arbeiten an der Weserkorrektion begannen 1887 und fanden in der ersten Baustufe bis 1895 ihre Realisierung.
Franzius entwarf nun eine Reihe von Planungen für mehrere Hafenerweiterungen, Schleusen, Brücken und Kanäle. Seine technischen Leistungen wurden weit über Bremen hinaus bekannt und brachten ihm weltweites Ansehen und viele Ehrungen. Er trat als Gutachter in verschiedenen Ländern auf. Er wurde zudem Vorsitzender des Architekten- und Ingenieurvereins in Bremen.
Auch die Planung und den Bau des 1896 eingeweihten Städtischen Museums für Natur-, Völker- und Handelskunde, heute Überseemuseum, koordinierte Franzius in Zusammenarbeit mit seinen Planern, den Architekten Ludwig Beermann und Heinrich Flügel von der Hochbauinspektion und dem Museumsdirektor Hugo Schauinsland.
Franzius wurde 1903 auf dem Riensberger Friedhof in Bremen bestattet (Grablage: AA 49).
Nach seinem Tode folgten ihm als Oberbaudirektor und somit höchste Baubeamten für Bremen seine früheren Assistenten und Mitarbeiter Hermann Bücking bis 1915 und Eduard Suling bis etwa 1922.

## Ehrungen

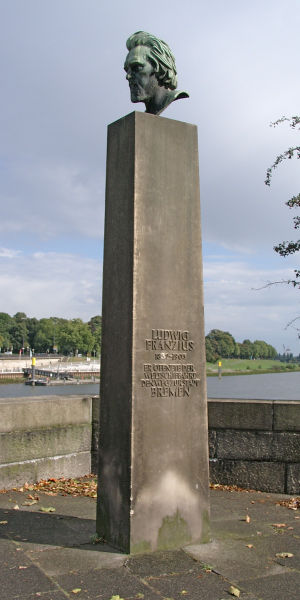
Ludwig-Franzius-Denkmal von Georg Roemer in Bremen

- 1900 schuf Adolf Brütt für die ehem. Neue Börse zum 25. Dienstjubiläum das im Focke-Museum (Bremer Landesmuseum) gezeigte marmorne Porträtmedaillon.
- Eine undatierte, wohl erst nach 1950 entstandene Bronzebüste von Hans Laubner (1884–1968) ist ebenfalls dort ausgestellt.
- Er erhielt 1903 die Bremische Ehrenmedaille in Gold.
- 1905 wurde Fritz Schumacher mit einer Denkmalanlage zu Ehren Franzius’ beauftragt; die Anlage an der Großen Weserbrücke konnte 1908 eingeweiht werden. Die dort aufgestellte Bronzebüste von Georg Roemer wurde 1942 ein Opfer der Metallspenden. Die steinerne Anlage musste 1959 dem Neubau von Kühne und Nagel weichen.[5]
- 1962 wurde ein Nachguss der Bronzebüste am Franziuseck, unweit der Wilhelm-Kaisen-Brücke auf einen Sandsteinsockel gestellt.

Zu beiden Denkmälern siehe den Hauptartikel Franzius-Büste (Bremen)
- Der Nachbau eines Lastenseglers aus dem 19. Jahrhundert, der Weserkahn Franzius, trägt ebenfalls seinen Namen.
- Von 1964 bis 1988 arbeitete der Laderaumsaugbagger Ludwig Franzius der Wasser- und Schifffahrtsverwaltung auf der Weser (ab 1989 bis 2003 als Abu Adil im Persischen Golf). Ein Modell im Maßstab 1:50 findet sich im Schifffahrtsmuseum Unterweser.[6]
- Am Franziuseck in Bremen zwischen Weser und kleiner Weser stand sein kriegszerstörtes Wohnhaus.
- 2009 wurde in der Bremer Überseestadt am Europahafen der Ludwig-Franzius-Platz nach ihm benannt.
- Die Franziusstraße in Bremen-Schwachhausen und die in Bremerhaven beim Überseehafen wurden nach ihm benannt.
- In seinem Geburtsort Wittmund ist eine Straße nach ihm benannt worden.
- Das Franzius-Institut für Wasserbau und Küsteningenieurwesen der Universität Hannover war lange nach seinem Neffen Otto Franzius, dem Lehrstuhlinhaber von 1913 bis 1936, benannt worden, wurde aber 2016 nach Ludwig Franzius benannt.[7]
- 1957 wurde in Hannover-Nordstadt der Franziusweg nach dem Gründer der Versuchsanstalt für Wasserbau Otto Franzius benannt.[8] Aufgrund der NS-Vergangenheit des Namensgebers wurde Anfang 2018 auf Wunsch der Anwohner der Straßenname vom Stadtbezirksrat auf Ludwig Franzius umgedeutet und dieses durch eine Legendentafel verdeutlicht.[9]

## Werke
- Die Korrektion der Unterweser. Guthe, Bremen 1888 (Digitalisat).